# 紀ノ国屋
- 紀ノ国屋
- 紀ノ國屋

紀ノ国屋（きのくにや、英: KINOKUNIYA）は、東京都新宿区に本社を置く株式会社紀ノ國屋（英: KINOKUNIYA CO.,LTD.、東日本旅客鉄道〈JR東日本〉の完全子会社）が運営する高級スーパーマーケットチェーンの屋号（「国」が社名は旧字体、屋号は新字体）。
なお、同じく東京都新宿区に本店を構える書籍販売・出版業の紀伊國屋書店とは、歴史的にも資本的にも関係はない。

## 概要

### 高級果物店からスーパーマーケットへ
1910年（明治43年）、東京市内で高級果物店として創業。家業を手伝っていた増井徳男は、太平洋戦争中の物資統制令で高級果物を売れなくなったことから青山の果物店を閉店し、戦後の1949年に果物・野菜店として再建。その後にアメリカのスーパーマーケットを範として、青山の店を対面販売の果物店から業態転換し、1953年11月にセルフサービス方式のスーパーマーケット「紀ノ國屋」として開業した（現在の北青山3丁目11-7）。同社および全国スーパーマーケット協会では、これを「日本初のセルフサービス方式のスーパーマーケット」として位置付けている。

株式会社紀ノ國屋創業者の増井徳男は、このセルフサービス方式のスーパーマーケットという新業態を広めるため、有志とともに「日本セルフ・サービス協会」を設立し、初代会長に就任した。これがスーパーマーケットの大手業界団体である全国スーパーマーケット協会の母体となった。
その後もチーズの空輸、ジュースの自動販売機の設置、高級アイスクリームの販売など、常に時代に先駆けた商品展開を行ってきた。紀ノ国屋オリジナル商品も積極的に展開している。

### JR東日本グループ入り
2010年3月までは運営会社は1社ではなく、以下の3社であった。
- 株式会社紀ノ國屋（旧字体の「國」）- 本社：東京都港区北青山、13店舗運営
- 株式会社紀ノ国屋（新字体の「国」）- 本店：東京都世田谷区等々力、等々力店1店舗と1工場運営
- 株式会社紀ノ国屋フードセンター - 本社：東京都三鷹市下連雀、三鷹店など3店舗と1工場運営

2010年4月1日付でグループ3社が合併し、株式会社紀ノ國屋（新）となった上で、JR東日本が全株式を取得して完全子会社となった。JR東日本は、「KINOKUNIYA entrée（アントレ）」というブランドで自社グループの駅ビル、駅ナカ店舗に紀ノ國屋店舗網を拡大する計画である。なお、JR東日本グループの駅ビルであっても、成城石井（ローソン傘下）やザ・ガーデン自由が丘（そごう・西武傘下）など、競合他社の高級スーパーマーケットが入店している場合もある。
2020年3月、近畿地方に同年4月に進出し、ジェイアール京都伊勢丹（JR西日本と三越伊勢丹の合弁）に首都圏以外では初の出店となる、関西エリア1号店をオープンすると報じられた。以降3年間で京阪神地区で10店舗前後の展開を目指すとしている。

## 沿革
- 1910年（明治43年） - 高級果物店として創業。
- 1948年（昭和23年）1月 - 株式会社紀ノ國屋（本社：東京都港区）を設立。
- 1949年（昭和24年）- 戦時中に閉店した青山（現在の北青山）の高級果物店を果物・野菜店として再建[4]。
- 1953年（昭和28年）11月 - 青山の店を対面販売の果物店から転換し、セルフサービス方式のスーパーマーケット「紀伊國屋」（現：青山店）を開業[4]。
- 1973年（昭和48年）8月 - 株式会社紀ノ国屋フードセンターを設立。
- 1975年（昭和50年）8月 - 株式会社紀ノ国屋（本社:東京都世田谷区）を設立。
- 2003年（平成15年） - 再開発事業のため、インターナショナル（青山店）の土地を株式会社ダイショウ・ティーディーエーへ売却。
- 2004年（平成16年）4月 - インターナショナル（青山店）が閉店し、南青山の仮店舗に移転[14]。
- 2006年（平成18年）7月 - 株式会社紀ノ國屋と株式会社髙島屋が包括業務提携。新宿店をはじめとする高島屋の地下食料品売場への出店検討を明らかにする[15]。
- 2008年（平成20年）11月 - インターナショナル（青山店）が、旧店舗跡地に建設された商業施設「Aoビル」地下1階で営業再開[16]。
- 2010年（平成22年）4月 - 株式会社紀ノ國屋、株式会社紀ノ国屋、株式会社紀ノ国屋フードセンターの3社が合併した上で、全株式を創業家などからJR東日本が買収して完全子会社化[8]。
- 2020年（令和2年）5月 - 京都府京都市のジェイアール京都伊勢丹内に関西エリア1号店をオープン[17]。
- 2021年（令和3年）11月 - 愛知県名古屋市の名鉄百貨店内に東海エリア1号店をオープン[18]。

## 本社・事業所
- 本社所在地：東京都新宿区市谷砂土原町3丁目5番地 偕成ビル3階[1]
- 本店所在地：東京都港区北青山三丁目11番7号 Aoビル地下1階[2]
- 製造部（旧：株式会社紀ノ国屋フードセンター）
  - 製造部第一工場：東京都三鷹市下連雀7丁目1番34号[1]
  - 製造部第二工場：東京都三鷹市下連雀7丁目1番32号[1]
  - ミート製造部：東京都三鷹市下連雀8丁目9番18号[1]
- 京都オフィス：京都府京都市下京区真苧屋町220-3 第2オグシビル5階[1]

## 店舗
詳細は公式サイト「紀ノ国屋店舗情報」を参照。

### 紀ノ国屋
旗艦ブランド。
- インターナショナル（青山店、東京都港区北青山3-11-7 Aoビル地下1階）- 登記上の本店所在地でもある。
- 国立店（東京都国立市中 1-16-1）
- 等々力店 （東京都世田谷区等々力7-18-1）
- 吉祥寺店（東京都武蔵野市吉祥寺本町3-7-3）
- 鎌倉店（神奈川県鎌倉市御成町15-3）

### KINOKUNIYA
百貨店向け店舗（デパ地下）。
- 大丸東京店
- 新宿高島屋店
- 東武池袋店
- 名古屋名鉄百貨店
- 大丸梅田店
- ジェイアール京都伊勢丹店
- 天満屋岡山店
- 福岡岩田屋店
- 仙台三越店

### Daily Table KINOKUNIYA
店内厨房を設けたコンパクト店舗。
- アトレ吉祥寺店（ザ・ガーデン自由が丘吉祥寺店跡地）
- 西荻窪駅店（Dila西荻窪跡地）
- ビーンズ阿佐ヶ谷店（ビーンズ阿佐ヶ谷ビーンズくるく1階）
- シャポー市川店（千葉県内初出店の店舗）[19]
- アトレヴィ三鷹店
- ラスカ平塚店
- SOCOLA用賀店
- シャポー船橋店
- 流山おおたかの森S・C FLAPS 店
- 光が丘IMA店
- SOCOLA武蔵小杉クロス店
- CIAL横浜店

### KINOKUNIYA entrée
小型店舗（駅ナカなど）。
- エキュート立川店
- 武蔵小杉駅店
- 羽田空港店
- EQUiA北千住店
- エキュート上野店
- ルミネ新宿店
- 恵比寿駅店
- 日本橋高島屋S.C.店
- 新宿高島屋店
- ニッケコルトンプラザ店
- エチカ表参道店
- グランスタ店
- グランスタ丸の内店
- 金沢店

### Gourmand Market KINOKUNIYA
カフェ&バーを設けた食の専門店。
- 渋谷スクランブルスクエア店

### Kinokuniya Wine&Grocery Store
ワインとグロサリーのセレクトショップ。
- 羽田エアポートガーデン店

### KINOKUNIYA Bakery
ベーカリー。
- アトレヴィ三鷹店
- 中野駅店

### KINOKUNIYA Sutto
無人決済店舗。
- 目白駅店

### 閉店した店舗
東京都
- 千歳船橋店（現：オオゼキ千歳船橋店）
- 渋谷店 - 東急百貨店本店地下1階（ベーカリー）[20]
- グランスタダイニング店
- ルミネ有楽町店
- 赤坂Bizタワー店
- ベルビー赤坂店
- 京王百貨店新宿店

神奈川県
- センター南店
- 青葉台店 - 2008年9月30日閉店[21]

その他
- 軽井沢店 - 紀ノ国屋リゾート（夏期のみ季節営業）

## テレビ番組
- 日経スペシャル カンブリア宮殿 他とは違うスーパー 紀ノ国屋の独自戦略（2021年12月2日、テレビ東京）[22]。